# Mata Menge
Mata Menge is een archeologische site in het Soa-bekken van het Indonesische eiland Flores. De site is vernoemd naar een dorp met dezelfde naam. In 2016 werden er Homo-fossielen van ten minste drie individuen gevonden, waarvan een leeftijd van ongeveer 700.000 jaar BP werd vastgesteld. Ze zijn daarmee enkele honderdduizenden jaren ouder dan de ook op Flores gevonden fossielen van Homo floresiensis en werden geïnterpreteerd als diens mogelijke voorouders.

## Vondsten
In de jaren 1950-60 woonde de Nederlandse missionaris Theodorus Verhoeven op Flores, die gedurende deze tijd verschillende grootschalige opgravingen in het Soabekken organiseerde. Een van deze sites was Mata Menge, waar hij, zoals voorheen elders op Flores, eerst talloze stegodon-botten ontdekte. Uit dezelfde laag werden in 1963 ook stenen werktuigen gevonden, zoals choppers en vuistbijlen uit het vroegpaleolithicum. Omdat van Java stegodon-fossielen met even oude vondsten van Homo erectus bekend waren, vermoedde Verhoeven dat Flores ook door beide soorten werd bevolkt.  
Aan het begin van de jaren 1990 bevestigde Paul Sondaar, een student van Ralph von Koenigswald, het gemeenschappelijke voorkomen van stegodon-botten en stenen werktuigen. Deze werden in 1998 op basis van zirkoon-splijtsporendateringen door een werkgroep onder Mike Morwood tot een leeftijd tussen 880.000 ± 70.000 en 800.000 ± 70.000 BP gedateerd. Eerder werd aan dergelijke hoge leeftijden getwijfeld omdat Flores zelfs in extreme koudetijden met een zeer lage zeespiegel ongeveer 20 kilometer van het vasteland van Soendaland verwijderd was, wat een migratie over open zee noodzakelijk zou maken. 
Dit bewijs van een zeer vroege kolonisatie van Flores door vertegenwoordigers van het geslacht Homo leidde ertoe dat niet alleen de opgravingen in Mata Menge werden geïntensiveerd, zodat in 2005 al meer dan 500 artefacten werden gevonden, maar dat de opgravingen ook werden uitgebreid naar aangrenzende sites. Een van deze sites was een 50 km verder gelegen grot genaamd Liang Bua, waar in 2004 de fossielen van Homo floresiensis en aan deze toegeschreven stenen werktuigen werden ontdekt. Deze werktuigen lijken zeer op die van Mata Menge, zodat de vondsten daar met grote waarschijnlijkheid toe te schrijven zijn aan voorouders van de Floramens. 
Deze hypothese wordt ondersteund door de vondst in juni 2016 van Homo-fossielen in Mata Menge: het graciele fragment van een onderkaak van een volwassene en zes melktanden van ten minste twee kinderen, met een argon-argondatering van ongeveer 700.000 jaar BP. Deze fossielen zijn nog niet toegeschreven aan een bepaalde soort. Vanwege hun gelijkenis met zowel Homo erectus als Homo floresiensis ondersteunen ze echter de veronderstelling dat Homo floresiensis een eilanddwerggroei van Homo erectus was.